# Catchy Tunes
Catchy Tunes är ett skivbolag i Stockholm som grundades 2004. Skivbolaget ligger bakom bland annat Eric Prydz succésingel Call On Me som även var skivbolagets första.

## Artister/grupper under Catchy Tunes
- Baby Alice (sedan våren 2008)
- Crazy Frog
- Elin Lanto
- KICK
- Lucky Twice
- Marie Serneholt
- Mellony
- Pakito
- September (sedan 2004/2005, låg tidigare under Stockholm Records)
- Uniting Nations